# Xcalibur
『Xcalibur』（エクスカリバー）は、2001年にカナダの子供向けテレビチャンネル・YTV放送された3Dアニメーション、全40話。
日本では2007年11月6日にTV5MONDEが日本語字幕版で月曜から金曜まで毎日放送された。

## ストーリー
アーサー王の剣「エクスカリバー」をアーサー王による統治前の王国に現れた、ジャナ姫を持つ魔法の剣で王国を守るため、恐ろしい敵と戦う。

## 登場人物
ジャナ姫（Princess Djana）
エルワン王子とサファイアの娘。神剣・エクスカリバーを持つ。
ヘレク（Herik）
声 - ベン・スモール
ウルフと女魔術師の息子で、炎の魔術を操る青年。生命の書を持つ。
タラ（Tara）
声 - ジュール・ド・ジョン
褐色の肌で、野人族の女戦士。
カヴォーダン（Kwodahn）
遠古の悪魔。強大な魔力を持つ。ブラガン王子とワルカを利用し、エドウイン王国への復仇を図った。
ウルフ
ムジ
イプ
インプス
ワルカ
シルフの一人。緑色の衣装が特徴。秘宝のシルフ・ブレスレットを持つ。エルワン王子の元恋人で、エルワン王子とサファイアの娘・ジャナを憎み、後にフェドラが裏切った際にメドゥーサの姿へ変化する。
フェドラ
シルフの女王で、時空の力を司る。青い衣装が特徴。秘宝のシルフ・ネックレスを持つ。
サファイア
シルフの一人。真紅色の衣装が特徴。秘宝のシルフ・リングを持つ。ジャナの母で、幼い頃のジャナを保護するため、悪魔のカヴォーダンを撃退する後に死亡した。
ゴースト・ライダース

## 用語集
カリバーの剣
生命の書
龍の吐息
魔法の森